# 網球王子各話標題列表
網球王子各話標題列表是動畫及漫畫《网球王子》的標題列表。

## 網球王子

### 各話標題
| 話數 | 台灣標題                   | 日文標題                    | 腳本              | 分鏡         | 演出              | 作画監督            | 放送年月日     |
| ---- | -------------------------- | --------------------------- | ----------------- | ------------ | ----------------- | ------------------- | -------------- |
| 1    | 王子現身                   | 王子様現る                  | 十川誠志          | 浜名孝行     | 浜名孝行          | 窪敏                | 2001年10月10日 |
| 2    | 武士第二代                 | サムライ・ジュニア          | 十川誠志          | 山田健学     | 高島大輔          | 青野厚司            | 2001年10月17日 |
| 3    | 登場！青學正式隊員         | 登場!青学レギュラー         | 吉村元希          | 橘正紀       | 多田俊介          | 入江健司            | 2001年10月24日 |
| 4    | 被稱為毒蛇的男人           | マムシと呼ばれる男          | 冨岡淳広          | 吉永尚之     | 高橋幸雄          | 荒木弥緒            | 2001年10月31日 |
| 5    | 蛇球                       | スネイク・ショット          | 志茂文彦          | 浜名孝行     | 伊藤真朱          | 高橋成之            | 2001年11月7日  |
| 6    | 越前南次郎                 | その男、越前南次郎          | 十川誠志          | 山田健学     | 田中一            | 大森英敏            | 2001年11月14日 |
| 7    | 兩個龍馬                   | 二人のリョーマ              | 時村尚            | 帯ひろし     | 高島大輔          | 青野厚司            | 2001年11月21日 |
| 8    | 基本碎步                   | スプリットステップ          | 冨岡淳広          | 川崎逸朗     | 多田俊介          | 入江健司            | 2001年11月28日 |
| 9    | 艱難的練習                 | ザ・ハード・デイ            | 志茂文彦          | よこた和     | よこた和          | 薄谷栄之            | 2001年12月5日  |
| 10   | 反擊！又是佐佐部           | 逆襲!佐々部再び             | 十川誠志          | 伊藤真朱     | 伊藤真朱          | 高橋成之            | 2001年12月12日 |
| 11   | 龍馬vs桃城                 | リョーマVS桃城!             | 時村尚            | 浜名孝行     | 高橋幸雄          | 浜森理宏            | 2001年12月19日 |
| 12   | 阿嗯的兩個人               | ア・ウンな二人              | 吉村元希          | 橘正紀       | 高島大輔          | 青野厚司            | 2001年12月26日 |
| 13   | 男子漢就該打雙打           | 男はダブルス!               | 時村尚            | 石之博和     | 田中一            | 徐福蓮 李鐘弼       | 2002年1月9日   |
| 14   | 飛燕還巢                   | つばめ返し!                 | 十川誠志          | 吉永尚之     | 多田俊介          | 入江健司            | 2002年1月16日  |
| 15   | 每個人的戰場               | それぞれの戦い              | 志茂文彦          | よこた和     | よこた和          | 薄谷栄之            | 2002年1月23日  |
| 16   | 迴旋蛇球                   | ブーメラン・スネイク        | 冨岡淳広          | 山田健学     | 伊藤真朱          | 柳生七海            | 2002年1月30日  |
| 17   | 小小的勝利姿勢             | 小さなガッツポーズ          | 志茂文彦          | 高橋幸雄     | 高橋幸雄          | 浜森理宏            | 2002年2月6日   |
| 18   | 情書                       | ラブレター                  | 十川誠志          | 浜名孝行     | 高島大輔          | 青野厚司            | 2002年2月13日  |
| 19   | 傷痕累累的龍馬             | 傷だらけのリョーマ          | 吉村元希          | 吉永尚弘     | 田中一            | 薄谷栄之            | 2002年2月20日  |
| 20   | 時間限制                   | タイムリミット              | 冨岡淳広          | 多田俊介     | 多田俊介          | 入江健司            | 2002年2月27日  |
| 21   | 球場上鬥志高昂嗎？         | テニスコートは燃えているか? | 時村尚            | 帯ひろし     | 高橋幸雄          | 窪敏                | 2002年3月6日   |
| 22   | 阿薰的災難                 | 薫の災難                    | 志茂文彦          | よこた和     | よこた和          | 浜森理宏            | 2002年3月13日  |
| 23   | 登場！阿乾的特製超級綜合汁 | 登場!乾汁デラックス         | 時村尚            | 伊藤真朱     | 伊藤真朱          | 青野厚司            | 2002年3月20日  |
| 24   | 龍馬的假日                 | リョーマの休日              | 冨岡淳広          | 山田健学     | 高島大輔          | 及川博史            | 2002年3月27日  |
| 25   | 青學最強的男人〈前編〉     | 青学最強の男〈前編〉        | 十川誠志          | 浜名孝行     | 布施木一喜        | 石井明治            | 2002年4月10日  |
| 26   | 青學最強的男人〈後編〉     | 青学最強の男〈後編〉        | 十川誠志          | 浜名孝行     | 多田俊介          | 入江健司            | 2002年4月10日  |
| 27   | 卡爾賓的冒險               | カルピンの冒険              | 吉村元希          | よこた和     | よこた和          | 薄谷栄之            | 2002年4月17日  |
| 28   | 新隊員的登場？             | 新レギュラー現る!?          | 十川誠志          | 吉永尚之     | 高橋幸雄          | 青野厚司            | 2002年4月24日  |
| 29   | 阿桃和毒蛇                 | 桃とマムシ                  | 志茂文彦          | 山田健学     | 高島大輔          | 高橋成之            | 2002年5月1日   |
| 30   | 觀月的預測                 | 観月のシナリオ              | 冨岡淳広          | 川崎逸朗     | 田中一            | 浜森理宏            | 2002年5月8日   |
| 31   | 月亮截擊                   | ムーンボレー                | 時村尚            | 伊藤真朱     | 伊藤真朱          | 永田正美            | 2002年5月15日  |
| 32   | 絕招！英二的裝睡攻勢！？   | 必殺!英二の寝たフリ攻撃!?   | 吉村元希          | 竹本玉三     | 高橋幸雄          | 山本郷              | 2002年5月22日  |
| 33   | 決勝局                     | タイブレーク                | 冨岡淳広          | 山田健学     | 多田俊介          | 入江健司            | 2002年5月29日  |
| 34   | 外旋旋轉球                 | ツイストスピンショット      | 時村尚            | よこた和     | よこた和          | 青野厚司            | 2002年6月5日   |
| 35   | B字抽球                    | ドライブB                   | 志茂文彦          | 浜名孝行     | 森義博            | 薄谷栄之            | 2002年6月12日  |
| 36   | 哥哥，不二周助             | 兄、不二周助                | 十川誠志          | 布施木一喜   | 村山靖            | 浜森理宏            | 2002年6月19日  |
| 37   | 龍馬記號的網球             | リョーマ印のテニスボール    | 吉村元希          | 川崎逸朗     | 高島大輔          | 高津幸央            | 2002年6月26日  |
| 38   | 處罰茶                     | ペナル茶（ティー）!         | 冨岡淳広          | 田中一       | 田中一            | 山本郷              | 2002年7月3日   |
| 39   | 棕熊落網                   | ヒグマ落とし!               | 吉村元希          | 浜名孝行     | 多田俊介          | 入江健司            | 2002年7月10日  |
| 40   | 雨中的決鬥                 | 雨の中の決闘                | 志茂文彦          | 伊藤真朱     | 伊藤真朱          | 高橋成之            | 2002年7月17日  |
| 41   | 波亂！                     | 波乱!                       | 時村尚            | 斗万旦一     | 土屋浩幸          | 及川博史 荒木弥緒   | 2002年7月24日  |
| 42   | 專攻大石                   | 狙われた大石                | 十川誠志          | 斗万旦一     | 斗万旦一          | 薄谷栄之            | 2002年7月31日  |
| 43   | 幸運的千石                 | ラッキー千石                | 時村尚            | 若林漢二     | 高島大輔          | 浜森理宏            | 2002年8月7日   |
| 44   | 重心垂直跳打法             | ジャックナイフ              | 志茂文彦          | 竹本玉三     | 森義博            | 青野厚司            | 2002年8月14日  |
| 45   | 球場上的惡魔               | コートの上の悪魔            | 冨岡淳広          | よこた和     | よこた和          | 高橋成之            | 2002年8月21日  |
| 46   | 武士的靈魂                 | サムライ魂                  | 吉村元希          | 山田健学     | 高橋幸雄          | たけだかずひさ      | 2002年8月28日  |
| 47   | 無法認輸！                 | 負けられない!               | 十川誠志          | 橘正紀       | 田中一            | 薄谷栄之            | 2002年9月4日   |
| 48   | 決定的瞬間                 | 決着の瞬間（とき）          | 十川誠志          | 竹本玉三     | 多田俊介          | 入江健司            | 2002年9月11日  |
| 49   | 異種格鬥戰(另類較量)       | 異種格闘戦                  | 十川誠志          | 伊藤真朱     | 伊藤真朱          | 浜森理宏            | 2002年9月18日  |
| 50   | 青學名產！                 | 青学名物!                   | 十川誠志          | 斗万旦一     | 斗万旦一          | 青野厚司            | 2002年9月25日  |
| 51   | 乾的挑戰                   | 乾の挑戦                    | 冨岡淳広          | 高橋幸雄     | 高橋幸雄          | 窪敏                | 2002年10月2日  |
| 52   | 青學最大的危機             | 青学最大の危機              | 志茂文彦          | よこた和     | よこた和          | 薄谷栄之            | 2002年10月9日  |
| 53   | 桃城回來了                 | 帰ってきた桃                | 時村尚            | 山田健学     | 森義博            | 高橋成之            | 2002年10月16日 |
| 54   | 薰的特訓                   | 薫の特訓                    | 吉村元希          | 吉永尚弘     | 江島泰男          | 安徳征法            | 2002年10月23日 |
| 55   | 強敵冰帝                   | 迫りくる氷帝                | 志茂文彦          | 浜名孝行     | 多田俊介          | 佐藤陽子            | 2002年10月30日 |
| 56   | 三人的雙打                 | 3人のダブルス               | 吉村元希          | 伊藤真朱     | 伊藤真朱          | 浜森理宏            | 2002年11月6日  |
| 57   | 重炮發球                   | スカッドサーブ              | 十川誠志          | 竹本玉三     | 高島大輔          | 青野厚司            | 2002年11月13日 |
| 58   | 最糟的組合！？             | 最悪の相性!?                | 時村尚            | 斗万旦一     | 斗万旦一          | 及川博史            | 2002年11月20日 |
| 59   | 徹底堅持                   | あくなきこだわり            | 冨岡淳広          | よこた和     | よこた和          | 薄谷栄之            | 2002年11月27日 |
| 60   | Power對Power               | パワーVSパワー              | 志茂文彦          | 吉永尚弘     | 田中一            | 伊藤秀樹            | 2002年12月4日  |
| 61   | 波動球的對決！             | 波動球合戦!                 | 吉村元希          | 森義博       | 森義博            | 高津幸央            | 2002年12月11日 |
| 62   | 消失的發球                 | 消えるサーブ                | 十川誠志          | 竹本玉三     | 多田俊介          | 佐藤陽子            | 2002年12月18日 |
| 63   | 三招回球的最後一招         | 最後のトリプルカウンター    | 十川誠志          | 高橋幸雄     | 高橋幸雄          | 浜森理宏            | 2002年12月25日 |
| 64   | 超戰士網球王子9            | 超戦士テニプリ9             | 冨岡淳広          | 浜名孝行     | 森義博            | 伊藤秀樹            | 2003年1月8日   |
| 64   | 小心白雪公主！？           | 白雪姫ちゃんに気をつけて!?  | 吉村元希          | 竹本玉三     | 森義博            | 窪敏                | 2003年1月8日   |
| 64   | 飛躍吧！青學               | 飛び出せ!青学               | 志茂文彦          | 伊藤真朱     | 伊藤真朱          | 及川博史            | 2003年1月8日   |
| 65   | 青學的台柱                 | 青学の柱になれ              | 時村尚            | よこた和     | よこた和          | 荒木弥緒            | 2003年1月15日  |
| 66   | 邁向破滅的圓舞曲           | 破滅への輪舞曲（ロンド）    | 十川誠志          | 山田健学     | 山崎浩司          | 高橋成之            | 2003年1月22日  |
| 67   | 最後的一球                 | 最後の一球                  | 十川誠志          | 斗万旦一     | 斗万旦一          | 青野厚司            | 2003年1月29日  |
| 68   | 無止盡的延長賽             | 終わりなきタイブレーク      | 十川誠志          | 浜名孝行     | 森義博            | 谷津美弥子          | 2003年2月5日   |
| 69   | 誰能獲得校隊寶座？         | レギュラーの座は誰の手に?   | 冨岡淳広          | 伊藤真朱     | 伊藤真朱          | 薄谷栄之            | 2003年2月12日  |
| 70   | 網球對桌球                 | テニスVSピンポン            | 時村尚            | 吉永尚弘     | 多田俊介          | 佐藤陽子            | 2003年2月19日  |
| 71   | 約會                       | デートだ!                   | 十川誠志          | よこた和     | よこた和          | 伊藤秀樹            | 2003年2月26日  |
| 72   | 薰變身為龍馬               | 薫、リョーマになる          | 志茂文彦          | 高橋幸雄     | 高橋幸雄          | 青野厚司            | 2003年3月5日   |
| 73   | 手塚的決心                 | 手塚の決意                  | 吉村元希          | 浜名孝行     | 森義博            | 浜森理宏            | 2003年3月12日  |
| 74   | 給越前的訊息               | 越前へのメッセージ          | 十川誠志          | 斗万旦一     | 斗万旦一          | 荒木弥緒            | 2003年3月19日  |
| 75   | 再見了手塚國光             | さらば、手塚国光            | 十川誠志          | 吉永尚之     | 山崎浩司          | 薄谷栄之            | 2003年3月26日  |
| 76   | 青學對城成湘南             | 青学対城成湘南              | 冨岡淳広          | 竹本玉三     | 村山靖            | 高橋成之            | 2003年4月9日   |
| 77   | 冷靜與熱情的戰爭           | 冷静と情熱の戦い            | 吉村元希          | 森義博       | 森義博            | 伊藤秀樹            | 2003年4月16日  |
| 78   | 雷電擊球                   | サンダーボルト              | 時村尚            | 高橋幸雄     | 高橋幸雄          | 青野厚司            | 2003年4月23日  |
| 79   | I陣型                      | I（アイ）フォーメーション   | 時村尚            | 吉永尚之     | 村山靖            | 浜森理宏            | 2003年4月30日  |
| 80   | 變身戰法                   | プリテンダー戦法            | 影山由美          | 斗万旦一     | 斗万旦一          | 薄谷栄之            | 2003年5月7日   |
| 81   | 毒蛇對假毒蛇               | マムシVSニセマムシ          | 志茂文彦          | 竹本玉三     | 山崎浩司          | 荒木弥緒            | 2003年5月14日  |
| 82   | 華村的誘惑                 | 華村の誘惑                  | 前川淳            | よこた和     | よこた和          | 高橋成之            | 2003年5月21日  |
| 83   | 最完美的作品               | 最高の作品                  | 志茂文彦          | 山田健学     | 高橋順            | 谷津美弥子          | 2003年5月28日  |
| 84   | 深層動力                   | ディープ・インパルス        | 冨岡淳広          | 高橋幸雄     | 高橋幸雄          | 伊藤秀樹            | 2003年6月4日   |
| 85   | 死鬥的結果                 | 死闘の果て                  | 冨岡淳広          | 竹本玉三     | 村山靖            | 青野厚司            | 2003年6月11日  |
| 86   | 跟著節奏High!              | リズムにHigh!               | 時村尚            | 斗万旦一     | 斗万旦一          | 浜森理宏            | 2003年6月18日  |
| 87   | 網球傳說                   | テニス昔話                  | 影山由美          | 吉永尚之     | 山崎浩司          | 窪敏                | 2003年6月25日  |
| 87   | 網球刑警                   | 刑事（デカ）プリ!?          | 吉村元希          | 森義博       | 森義博            | 及川博史            | 2003年6月25日  |
| 88   | 保齡球王子                 | ボウリングの王子様          | 前川淳            | よこた和     | よこた和          | 薄谷栄之            | 2003年6月25日  |
| 89   | 青學，TATATA壇             | 青学、ダダダ壇              | 時村尚            | 森義博       | 森義博            | 高橋成之            | 2003年7月2日   |
| 90   | 房總沙灘排球               | 房総ビーチバレー            | 志茂文彦          | 山田健学     | 高橋順            | 伊藤秀樹            | 2003年7月9日   |
| 91   | 六角中學的一年級隊長       | 六角中の一年生部長          | 冨岡淳広          | 斗万旦一     | 斗万旦一          | 青野厚司            | 2003年7月16日  |
| 92   | 長球拍的男人               | 長ラケットの男              | 吉村元希          | 吉永尚之     | 山崎浩司          | 浜森理宏            | 2003年7月23日  |
| 93   | 衝刺波動球                 | ダッシュ波動球              | 影山由美          | 竹本玉三     | 森義博            | 薄谷栄之            | 2003年7月30日  |
| 94   | 封鎖菊丸的祕密方法         | 菊丸封じの秘策              | 前川淳            | 岡本航征     | 斗万旦一          | 高橋成之            | 2003年8月6日   |
| 95   | 攻破飛燕還巢               | つばめ返し、破れたり!       | 前川淳            | 山田健学     | 高橋順            | 伊藤秀樹            | 2003年8月13日  |
| 96   | 燃燒吧！龍馬               | 燃えろ!リョーマ             | 冨岡淳広          | 竹本玉三     | 森義博            | 荒木弥緒 飯塚晴子   | 2003年8月20日  |
| 97   | 最後的殺球                 | 決着のスマッシュ            | 時村尚            | 吉永尚之     | 山崎浩司          | 高津幸央            | 2003年8月27日  |
| 98   | 撞球王子                   | ビリヤードの王子様          | 前川淳            | 斗万旦一     | 斗万旦一          | 浜森理宏            | 2003年9月3日   |
| 99   | 被詛咒的球拍               | 呪いのラケット              | 坂井史世          | 河合夢男     | 松澤建一          | 薄谷栄之            | 2003年9月10日  |
| 100  | 隊長大石                   | キャプテン大石              | 高橋ナツコ        | 森義博       | 森義博            | 高橋成之            | 2003年9月17日  |
| 101  | 吃下立海大                 | 立海大を食え!               | 冨岡淳広          | 浜名孝行     | 山本秀世 鈴木一郎 | 伊藤秀樹            | 2003年9月24日  |
| 102  | 觀月的耳語                 | 観月のささやき              | 影山由美          | 斗万旦一     | 斗万旦一          | 荒木弥緒            | 2003年10月1日  |
| 103  | 失眠之夜                   | 眠れない夜                  | 坂井史世          | 吉永尚之     | 森義博            | 浜森理宏            | 2003年10月8日  |
| 104  | 龍馬對抗真田               | リョーマVS真田              | 志茂文彦          | 山田健学     | 山崎浩司          | 飯塚晴子            | 2003年10月15日 |
| 105  | 龍馬慘敗                   | リョーマ惨敗                | 志茂文彦          | ひいろゆきな | ひいろゆきな      | 薄谷栄之            | 2003年10月22日 |
| 106  | 參加集訓                   | 合宿に行こう!               | 前川淳            | 竹本玉三     | 伊達将利          | 高橋成之            | 2003年10月29日 |
| 107  | 社長出現                   | 部長あらわる!?              | 高橋ナツコ        | 斗万旦一     | 斗万旦一          | 伊藤秀樹            | 2003年11月5日  |
| 108  | 集訓驚魂                   | 合宿でドッキリ!             | 時村尚            | 吉永尚之     | 山本秀世          | 佐藤陽子            | 2003年11月12日 |
| 109  | 網球‧BIATHLON              | テニス・バイアスロン        | 前川淳            | 山田健学     | 松澤建一          | 浜森理宏            | 2003年11月19日 |
| 110  | 飛翔吧！樺地               | 翔べ!樺地                   | 坂井史世          | 森義博       | 森義博            | 飯塚晴子            | 2003年11月26日 |
| 111  | 元祖天才‧不二周助          | 元祖天才・不二周助          | 影山由美          | 浜名孝行     | 山崎浩司          | しまだひであき      | 2003年12月3日  |
| 112  | 波動球對抗重砲發球         | 波動球VSスカッドサーブ      | 志茂文彦          | ひいろゆきな | ひいろゆきな      | 石井明治            | 2003年12月10日 |
| 113  | 華麗的跡部                 | 麗しの跡部                  | 前川淳            | 斗万旦一     | 伊達将利          | 伊藤秀樹            | 2003年12月17日 |
| 114  | 龍馬出征                   | リョーマがゆく!             | 前川淳            | 吉永尚之     | 森義博            | 荒木弥緒            | 2003年12月24日 |
| 115  | 好漢齊聚一堂的棒球大賽     | 男だらけの野球大会          | 高橋ナツコ        | 松澤建一     | 松澤建一          | 窪敏                | 2004年1月7日   |
| 115  | 荒野王子                   | 荒野の王子様                | 高橋ナツコ        | 松澤建一     | 松澤建一          | 及川博史            | 2004年1月7日   |
| 116  | 真田和幸村                 | 真田と幸村                  | 坂井史世          | 浜名孝行     | 森義博            | 飯塚晴子            | 2004年1月21日  |
| 117  | 決賽開始                   | 決勝戦はじまる              | 影山由美          | 竹本玉三     | 山本秀世          | 佐藤陽子            | 2004年1月21日  |
| 118  | 戰鬥的儀式                 | 戦いの儀式                  | 志茂文彦          | 斗万旦一     | 佐土原武之        | 浜森理宏            | 2004年1月28日  |
| 119  | 走鋼索的雙打               | 綱渡りのダブルス            | 高橋ナツコ        | 山田健学     | 松澤建一          | 高橋成之            | 2004年2月4日   |
| 120  | 被仁王看穿的菊丸           | 仁王に見抜かれた菊丸        | 時村尚            | 伊藤秀樹     | 山崎浩司          | 伊藤秀樹            | 2004年2月11日  |
| 121  | 柳生的決斷                 | 柳生の決断                  | 影山由美          | 竹本玉三     | 森義博            | 飯塚晴子            | 2004年2月18日  |
| 122  | 阿乾怒吼                   | 乾、吠える!!                | 坂井史世          | 斗万旦一     | 伊達将利          | 佐藤多恵子          | 2004年2月25日  |
| 123  | 回憶的終結                 | 思い出の決着                | 前川淳            | ひいろゆきな | ひいろゆきな      | 中山由美            | 2004年3月3日   |
| 124  | 切原的紅色陷阱             | 切原の赤い罠                | 志茂文彦          | 岡本航征     | 松澤建一          | 浜森理宏            | 2004年3月10日  |
| 125  | 憤怒的不二                 | 怒りの不二                  | 志茂文彦          | 森義博       | 森義博            | しまだひであき      | 2004年3月17日  |
| 126  | 激戰!龍馬VS真田            | 激突!リョーマVS真田         | 前川淳            | 山崎浩司     | 山崎浩司          | 及川博史            | 2004年3月24日  |
| 127  | 奧義!看不見的發球          | 奥義!見えないサーブ         | 前川淳            | 松澤建一     | 松澤建一          | 飯塚晴子            | 2004年3月31日  |
| 128  | 決勝!獲勝者是誰            | 決着!勝つのはどっちだ       | 前川淳            | 浜名孝行     | 高橋順            | 谷津美弥子          | 2004年4月7日   |
| 129  | 武士之歌                   | サムライの詩（うた）        | 坂井史世          | 斗万旦一     | 森義博            | 高橋成之            | 2004年4月14日  |
| 130  | 想見手塚                   | 手塚に会いたい              | 志茂文彦          | 田中一       | 田中一            | 浜森理宏            | 2004年4月21日  |
| 131  | 永不放棄                   | ネバーギブアップ            | 時村尚            | 斗万旦一     | 山本秀世          | 佐藤多恵子          | 2004年4月28日  |
| 132  | 愉快的網球青春一家         | ゆかいなテニプリ一家        | 影山由美          | 松澤建一     | 松澤建一          | 窪敏                | 2004年5月5日   |
| 132  | 續‧愉快的網球青春一家      | 続・ゆかいなテニプリ一家    | 影山由美          | 松澤建一     | 松澤建一          | 飯塚晴子            | 2004年5月5日   |
| 133  | 日本第一的壽司師傅         | 日本一の寿司屋              | 前川淳            | 森義博       | 森義博            | しまだひであき      | 2004年5月12日  |
| 134  | 我的白馬王子               | わたしの王子様              | 坂井史世          | 山田健学     | 伊達将利 松澤建一 | 及川博史            | 2004年5月19日  |
| 135  | 菊丸的暑假                 | 菊丸の夏休み                | 坂井史世          | 斗万旦一     | 高島大輔          | 浜森理宏            | 2004年5月26日  |
| 136  | 青少年選拔賽，全員集合     | ジュニア選抜、集まる        | 前川淳            | 斗万旦一     | 松澤建一          | 高橋成之            | 2004年6月2日   |
| 137  | 被懷疑的夥伴               | 疑われた仲間                | 志茂文彦          | 多田俊介     | 多田俊介          | 飯塚晴子            | 2004年6月9日   |
| 138  | 龍馬VS切原!超越激戰        | リョーマVS切原!激闘を越えて | 坂井史世          | 山崎浩司     | 山崎浩司          | しまだひであき      | 2004年6月16日  |
| 139  | 新生‧千石清純              | 新生・千石清純              | 時村尚            | 斗万旦一     | 鈴木薫            | 谷津美弥子          | 2004年6月23日  |
| 140  | 歡迎回來‧手塚國光          | おかえり、手塚国光          | 笠原邦暁          | 森義博       | 森義博            | 松浦仁美            | 2004年6月30日  |
| 141  | 跡部X真田‧巔峰對決         | 跡部×真田 頂上決戦!         | 前川淳            | 山田健学     | 高島大輔          | 浜森理宏            | 2004年6月30日  |
| 142  | 來自美國的少年             | アメリカから来た少年        | 高橋ナツコ        | 竹本玉三     | 奥野コウ太        | 飯塚晴子            | 2004年7月7日   |
| 143  | 手塚的選擇                 | 手塚の選択                  | 坂井史世          | 田中一       | 田中一            | 佐藤多恵子          | 2004年7月14日  |
| 144  | 夢幻隊伍組成!              | 結成!ドリームチーム         | 志茂文彦          | 斗万旦一     | 松澤建一          | 高橋成之            | 2004年7月21日  |
| 145  | 龍馬和凱文                 | リョーマとケビン            | 前川淳            | 竹本玉三     | 高島大輔          | 及川博史            | 2004年7月28日  |
| 146  | 美國隊的野心               | アメリカチームの野望        | 坂井史世          | 森義博       | 森義博            | 浜森理宏            | 2004年8月4日   |
| 147  | 最強!跡部和真田            | 最強!跡部&真田              | 笠原邦暁          | 山田健学     | 奥野コウ太        | 松浦仁美            | 2004年8月18日  |
| 148  | 貝克的劇本                 | ベイカーのシナリオ          | 志茂文彦          | 松澤建一     | 松澤建一          | 伊藤秀樹            | 2004年8月25日  |
| 149  | 邁向破滅的探戈             | 破滅へのタンゴ              | 志茂文彦          | 斗万旦一     | 高島大輔          | 高橋成之            | 2004年9月1日   |
| 150  | 帥哥‧雙打                  | イケメン・ダブルス          | 高橋ナツコ 前川淳 | 田中一       | 田中一            | 及川博史            | 2004年9月8日   |
| 151  | 可悲的傀儡                 | 哀しみのマリオネット        | 高橋ナツコ 前川淳 | 斗万旦一     | 久保山英一        | 浜森理宏            | 2004年9月15日  |
| 152  | 野獸波比·馬克斯            | 野獣ボビーマックス          | 坂井史世          | 森義博       | 森義博            | 松浦仁美            | 2004年9月22日  |
| 153  | 向極限挑戰                 | 限界への挑戦                | 時村尚            | 時村尚       | 松澤建一          | 伊藤秀樹 宮田奈保美 | 2004年9月29日  |
| 154  | 天才VS網球機器             | 天才VSテニスマシン          | 笠原邦暁          | 奥野コウ太   | 奥野コウ太        | 高津幸央            | 2004年10月6日  |
| 155  | 1毫米的攻防戰              | 1ミリの攻防                 | 笠原邦暁          | 山田健学     | 高島大輔          | 及川博史            | 2004年10月6日  |
| 156  | 上場的會是誰               | 出るのはどっちだ!?          | 坂井史世          | 斗万旦一     | 久保山英一        | 浜森理宏            | 2004年10月13日 |
| 157  | 夢幻的幽靈球               | 幻のファントムボール        | 志茂文彦          | 森義博       | 森義博            | 中山由美 桜井このみ | 2004年10月20日 |
| 158  | 如願對決·龍馬VS凱文        | 念願の対決 リョーマVSケビン | 前川淳            | 田中一       | 田中一            | 松浦仁美            | 2004年10月27日 |
| 159  | 幻象球                     | イリュージョン              | 前川淳            | 竹本玉三     | 松澤建一          | 及川博史            | 2004年11月3日  |
| 160  | Game and Match             | ゲームアンドマッチ          | 前川淳            | 岡本航征     | 高島大輔          | 浜森理宏            | 2004年11月10日 |
| 161  | 快跑!阿桃                  | 走れ、桃!                   | 時村尚            | 渡部高志     | 山口美浩          | 松岡秀明            | 2004年11月17日 |
| 162  | 黃金組合的回憶             | ゴールデンペアの思い出      | 坂井史世          | 森義博       | 森義博            | 桜井このみ          | 2004年12月1日  |
| 163  | 海堂所不知道的世界         | 海堂の知らない世界          | 志茂文彦          | ひいろゆきな | ひいろゆきな      | 中山由美            | 2004年12月8日  |
| 164  | 青學驚奇秘密大作戰         | 青学ドッキリ（秘）作戦      | 時村尚            | 斗万旦一     | 久保山英一        | 松浦仁美            | 2004年12月15日 |
| 165  | 網球青春一家，要去夏威夷？ | テニプリ一家ハワイに行く!?  | 影山由美          | 松澤建一     | 松澤建一          | 窪敏                | 2004年12月22日 |
| 165  | 網球青春一家的聖誕節       | テニプリ一家のクリスマス    | 影山由美          | 松澤建一     | 松澤建一          | 窪敏                | 2004年12月22日 |
| 166  | 青學名產 再現              | 青学名物、ふたたび          | 前川淳            | 奥野コウ太   | 奥野コウ太        | 及川博史            | 2005年1月12日  |
| 167  | 永遠的對手·桃城VS海堂      | 永遠のライバル、桃城VS海堂  | 笠原邦暁          | 山田健学     | 高島大輔          | 浜森理宏            | 2005年1月19日  |
| 168  | 龍馬的決斷                 | リョーマの決断              | 志茂文彦          | 森義博       | 森義博            | 桜井このみ          | 2005年1月26日  |
| 169  | 動搖的心情                 | ゆれる想い                  | 高橋ナツコ        | 山口美浩     | 松澤建一 山口美浩 | 植田実              | 2005年1月26日  |
| 170  | 燃燒吧越前!                | 燃えろ越前!                 | 坂井史世          | 斗万旦一     | 久保山英一        | 松岡秀明            | 2005年2月2日   |
| 171  | 給親愛的朋友               | 親愛なる友へ                | 坂井史世          | 岡本航征     | 松澤建一          | 青木真理子          | 2005年2月9日   |
| 172  | 青學再見                   | グッバイ青学                | 前川淳            | ひいろゆきな | ひいろゆきな      | 及川博史            | 2005年2月16日  |
| 173  | 紐約武士                   | サムライニューヨーク        | 時村尚            | 田中一       | 田中一            | 松浦仁美            | 2005年2月23日  |
| 174  | 手塚國光VS不二周助         | 手塚国光VS不二周助          | 志茂文彦          | 山田健学     | 高島大輔          | 石井明治            | 2005年3月2日   |
| 175  | 第三年的認真               | 三年目の本気                | 志茂文彦          | 森義博       | 森義博            | 浜森理宏            | 2005年3月9日   |
| 176  | 最後高潮                   | クライマックス              | 志茂文彦          | 奥野コウ太   | 奥野コウ太        | 松岡秀明            | 2005年3月16日  |
| 177  | 忘不了的約定               | 忘れられない約束            | 前川淳            | 松澤建一     | 松澤建一          | 高橋成之 飯塚晴子   | 2005年3月30日  |
| 178  | 王子再見                   | さよなら王子様              | 前川淳            | 浜名孝行     | 高島大輔          | 石井明治            | 2005年3月30日  |

### 製作人員
- 企劃：岩田圭介（東京電視台）、杉山豐→松下洋子（NAS）
- 導演：濱名孝行
- 系列構成：十川誠志→冨岡淳廣→前川淳
- 人物設計・總作畫監督：石井明治
- 人物設計補：高橋成之
- 劇本：十川誠志、冨岡淳廣、吉村元希、志茂文彥、時村尚、前川淳、影山由美、坂井史世、笠原邦曉
- 演出：濱名孝行、山田健學、伊藤真朱、高橋幸雄、斗萬旦一、森義博、竹本玉三、松澤建一、田中一、
- 作畫監督：窪敏、青野厚司、入江健司、高橋成之、薄谷榮之、佐藤陽子、飯塚晴子、谷津美彌子、及川博史、松浦仁美、石井明治
- 美術設定：工藤剛一
- 美術監督：川井憲
- 背景：、
- 攝影監督：橘高敬司、桑原賢治
- 色彩設計：赤間三佐子
- 編輯：布地由美子、野尻由紀子
- 影像編輯：東京現像所
- 數位編輯：
- 編輯協力：
- 標題：
- 色彩設定：赤門三佐子
- 音樂：
- 音響監督：平光琢也
- 效果：依田安文
- 錄音制作：
- 調整：依田章良
- 錄音助手：山口貴之、川口珠代
- 錄音制作擔當：立石彌生
- 配音員協力：NELKE PLANNING 松田誠、野上祥子
- 音樂協力：TV TOKYO MUSIC
- 音樂監製：吉村仁、松井伸太郎
- 動畫制作：TRANS ARTS
- 動畫制作協力：Production I.G
- 動畫監製：菅野和人
- 監製：具嶋朋子→松山進（東京電視台）、松下洋子→高橋知子（NAS）
- 製作：東京電視台、NAS

### 主題曲
片頭曲
1. future（第1話 - 第26話）
作詞：青木裕光，作曲：UZA，編曲：ABS faces，歌：HIRO-X
2. Driving Myself（第27話 - 第53話）
作詞：Hassy，作曲：澁谷郁央，編曲：ABS faces，歌：HIRO-X
3. Make You Free（第54話 - 第75話）[3]
作詞：真琴，作曲：澁谷郁央，編曲：澁谷郁央、藤田宜久，歌：Kimeru（男性版）／hisoca（女性版）
4. LONG WAY（第76話 - 第101話）
作詞：野口圭，作曲、編曲：澁谷郁央，歌：Ikuo
5. FLY HIGH（第102話 - 第128話）
作詞：森由里子，作曲、編曲：R.I.C，歌：松永俊彥（原Jack&Betty）
6. Shining／Paradise（第129話 - 第165話）[4]
作詞：鳥海雄介，作曲、編曲：島田充，歌：白井裕紀
7. Dream Believer（第166話 - 最終話）
作詞：tangerine.，作曲、編曲、歌：真崎修

片尾曲
1. You got game?（第1話 - 第26話）
作詞：TSUTOMU，作曲：藤田宜久，歌：Kimeru
2. Keep Your Style（第27話 - ）[5]
作詞：TAKAYOSHI，作曲、編曲：堀江顕，歌：藤重政孝
3. walk on（第36話 - ）[5]
作詞：藤重政孝，作曲、編曲：石井妥師，歌：藤重政孝
4. White Line（第54話 - 第75話）
作詞、作曲：UZA，編曲：UZA、藤田宜久，歌：青酢
5. （第76話 - 第101話）
作詞：大久保理、川野淳一郎，作曲：石井妥師，編曲：有賀啓雄，歌：
6. SAKURA（第102話 - 第141話）
作詞、作曲：濱口祐夢，編曲：菊地圭介，歌：濱口祐夢
7. Wonderful Days（第142話 - 第165話）
作詞、作曲：金谷裕一，編曲：福士健太郎、金谷裕一，歌：
8. LITTLE SKY（第166話 - 最終話）
作詞：鳥海雄介，作曲、編曲、歌：福士健太郎

## 新網球王子
2012年1月4日即將在東京電視台放映

### 各話標題
| 話數 | 台灣標題 | 日文標題 | 腳本 | 分鏡 | 演出 | 作画監督 | 放送年月日   |
| ---- | -------- | -------- | ---- | ---- | ---- | -------- | ------------ |
| 1    |          |          |      |      |      |          | 2012年1月4日 |

### 製作人員
- 原作：許斐剛
- 監督：山本秀世
- 系列構成：広田光毅
- 人物設計：石井明治
- 音響監督：平光琢也
- 音樂：渡部チェル
- 制作：NAS
- 動畫制作：Production I.G、M.S.C
- 製作：新テニスの王子様プロジェクト

### 主題曲
片頭曲
1. 未来の僕らへ（第1話 - ）
作詞：，作曲：，編曲：，歌：藤澤ノリマサ

片尾曲
1. ENJOY（第1話 - ）
作詞：，作曲：，編曲：，歌：網球男兒（越前龍馬、手塚國光、丸井聞太、切原赤也、忍足謙也、遠山金太郎）

## 劇場版

### 第一彈

#### 二人武士The First Game（二人のサムライThe First Game）
青學網球部受一位富豪（是假扮的）櫻吹雪的邀請，來到豪華客輪（同樣也是假的）比賽。對手中還有愛吃橙的越前龍牙，也就是越前龍馬的兄長。似乎是時間關係，龍馬對龍牙的事情早已淡忘，不過後來有逐漸回想起來。
櫻吹雪為了賺錢而要青學們打假賽，當然青學雖然拒絕了卻被威脅。直到龍牙到比賽時或許是因為他自己回想到「網球的世界觀」（越前老爸的網球精神）而決定要堂堂正正地和龍馬打一場，之後和龍馬用網球把櫻吹雪連打幾次。
最後龍牙戴著龍馬的帽子並丟給龍馬一顆橙（小時越前老爸曾用網球幫龍牙打下橙，之後龍牙就用網球搶走龍馬的橙。含意大約是「夢想」，丟給龍馬的那顆橙同時也充滿龍牙對龍馬的期望），說要去闖出一片天。
主題曲
1. 青春グローリー
作詞／作曲：佐々木收，編曲／歌：SCRIPT

#### 跡部的禮物〜獻給你的網王祭〜（跡部からの贈り物 〜君に捧げるテニプリ祭り〜）
由跡部舉辦的華麗的派對，邀有關國中網球界的人士參加。實質上卻是為感謝樺地而為其舉行的生日派對。
主題曲
1. DEPARTURES
作詞：斉藤真也，作曲：石井豊，編曲：福士健太郎，歌：青酢＆キャップと瓶

挿入曲
1. BRAND NEW DAY
作詞/作曲：福士健太郎，編曲：守尾崇、福士健太郎，歌：3グァバトリオ

### 第二彈

#### 決戰英國網球城！（英国式庭球城決戦！）
網球王子動畫10週年紀念最新劇場版。故事以網球的聖地－英國的溫布頓為舞台，來自世界各地的青少年網球高手們集結於此，作為日本的代表隊，青學、冰帝、立海以及四天寶寺等幾所學校的隊員們也受邀參加大會。
然而，大會中卻發生了讓人意想不到的事情！練習中的手塚、白石，鳳跟冥戶等人竟然接連遭到不明人物的襲擊，有些雖勉強擊退對方，但還是出現負傷者。而魔手也逐漸逼近龍馬跟桃城，在最後關頭時神秘人物突然出現，代替兩人將球反打回去。左手中指戴著相同戒指的神秘雙人組，襲擊龍馬等人的男子是名為克拉克的網球團隊隊長基斯，而阻擋在基斯前的男子則是曾經隸屬於克拉克，但現在處於敵對狀態的修。
隔天修再度出現在龍馬們面前，忠告不要跟克拉克有任何牽扯，修並對打算向警方報案的日本代表宣言會親手擊垮克拉克。在眾人皆無法接受的情況中，只有龍馬一人接受了修的宣言，讓修前往基斯的所在地。在搭船口打算前往克拉克秘密基地的修的眼前龍馬突然出現，並一起上船與修去跟基斯見面。另一方面，發現龍馬消失的日本代表看似打算靜觀其變，卻也決定前往克拉克的秘密基地。而此刻比嘉中學網球隊員也同時出現。
到達克拉克秘密基地的古城後，在朝內部前進的修跟龍馬眼前出現的是已做好準備迎接兩人的基斯與敵視修的克拉克團員彼得，首先由彼得與修開始交鋒。此時日本代表們也開始在古城中各種不同場所與敵人交手，不二跟木手在古城入口的吊橋，真田跟切原在地下巨大酒庫，跡部在網球場，手塚跟白石則在出現於迴廊的球場。圍繞著球網，所有人被迫以如變形雙打等前所未有的打法迎戰，展開激烈的生死鬥，而此刻在古城深處修與龍馬也被基斯逼到絕境。在各種變形球場奮戰的日本代表們的勝敗結果為何！？龍馬跟基斯的決鬥勝負又會以何種方式落幕！？絕對不要錯過網球王子所有明星選手的精采生死決鬥！！
主題曲
1. I4U
歌：AAA

## OVA
全國大賽篇(特別篇)

ova1

01.  『帰ってきた王子様』－    歸來的王子

02.  『Hot&Cool』－   Hot&Cool 

03.  『The fourth counter』－    The fourth counter

04.  『菊丸ひとりぼっち』－    菊丸的單打

05.  『いちばん長い夏』－    最長的夏天

06.  『殺し屋と呼ばれる男』－    被稱作殺手的男人

07.  『ビーチバレーの王子様!?』-番外 －    沙灘排球王子!? 

08.  『嵐の予感』－    暴風雨的預感

09.  『折れない心』－    不屈服的心

10.  『短期決戦』－    短期決戰

11.  『手塚国光』－    手塚國光

12.  『ふたり』－    兩人

13.  『死闘・帝王VS王子様』－    死鬥·帝王VS王子 

ova2

14.  『四天宝寺VS不動峰』－    四天寶寺VS不動鋒

15.  『咆哮』－    咆哮

16.  『お笑いテニスの恐怖』－    搞笑網球的恐怖

17.  『青学のお荷物』－    青學的負荷

18.  『二つの扉』－    兩扇門

19.  『一球勝負!』－    一球決勝負!

20.  『焼肉の王子様』－    燒肉王子  

ova3

21.  『頂上対決!』－    頂峰對決! 

22.  『オレたちのやりかた』－    我們的方法

23.  『真昼に星は見えるか!?』－    白日能否見星光!? 

24.  『心をひとつに』－    將心合而為一

25.  『最終決戦! 王子様VS神の子』－    最終決戰! 王子殿下VS神之子 

26.  『Dear Prince ～テニスの王子様達へ～』－    Dear Prince ～獻給網球王子們～
片頭曲(OVA)
1. Flower-咲乱華-（Vol.1 - Vol.5）
  - 作詞 - HINA 作曲 - 渋谷郁央 編曲 - don@bay 歌 - GIGS
2. 抱えたキセキ（Vol.6 - Semifinal Vol.1）
  - 作詞 - 綿貫辰也 作曲・編曲 - Sly 歌 - 青酢
3. 恋の激ダサ絶頂!（Semifinal Vol.2 - Semifinal Vol.3）
  - 作詞 - 白井裕紀 作曲・編曲 - 真崎修 歌 - by断ち切り隊
4. ACROSS MY LINE（Final Vol.1 - Final Vol.3）
  - 作詞 - 鳥海雄介 作曲・編曲 - 大野宏明 歌 - 越前リョーマ（皆川純子）
5. brand-new HEAVEN（ANOTHER STORY Vol.1 - ANOTHER STORY Vol.2）
  - 作詞 - t@28 作曲・編曲 - 江口亮 歌 - 青春ソーダ

片尾曲(OVA)
1. ハロー&グッバイ（Vol.1 - Vol.5）
  - 作詞・作曲・編曲・歌 - 近藤薫
2. 不条理（Vol.6 - Vol.7）
  - 作詞・作曲・編曲 - 宮崎歩 歌 - 氷帝エタニティ
3. Thank you!!（Semifinal Vol.1 - Semifinal Vol.3）
  - 作詞 - 近藤薫 作曲・編曲 - SUPER POP MECH@NICS 歌 - キャップと瓶
4. や・き・に・く（Final Vol.0）
  - 作詞 - 五十嵐由美 作曲・編曲 - 佐藤晃 歌 - トング隊
5. Dear Prince〜テニスの王子様達へ〜（Final Vol.1 - Final Vol.3）
  - 作詞 - 許斐剛 作曲 - 佐々木收 編曲 - SCRIPT 歌 - イケメン侍
6. 色褪せないあの空へ（ANOTHER STORY Vol.1（前） - ANOTHER STORY Vol.2（前））
  - 作詞・作曲・編曲 - シュリケンチョップ 歌 - STONES
7. 坂道の果てへ（ANOTHER STORY Vol.1（後））
  - 作詞 - 黒澤直也 作曲 - 浅田直 編曲 - 黒澤直也 歌 - 氷帝エタニティ
8. 終わらない愛（ANOTHER STORY Vol.2（後））
  - 作詞 - 東山綾 作曲 - 池月源 編曲 - 竹中文一 歌 - 立海ヤング漢

## 備註
1. ↑  テレビ放送では「青学VS王者立海大勝つのはおれだ!〈前編〉」
2. ↑  テレビ放送では「青学VS王者立海大勝つのはおれだ!〈後編〉」
3. ↑  男性版和女性版相互播放
4. ↑  Paradise和Shining同歌曲，第154話放映時歌詞變換
5. 1 2  直至第53話Keep Your Style和walk on相互交換適當使用